# Jurassic World : La Colo du Crétacé
 (mai 2021).
Production
Diffusion
Chronologie
Jurassic World : La Théorie du Chaos
Jurassic World : La Colo du Crétacé ou Monde Jurassique : Le Camp du Crétacé au Québec (Jurassic World Camp Cretaceous), est une série d'animation américaine de 49 épisodes d'environ 22 à 24 minutes et un spécial interactif de 32 minutes créée par Zack Stentz, produite par DreamWorks Animation, et diffusée entre le 18 septembre 2020 et le 21 juillet 2022 sur Netflix.
En France, la série est également diffusée depuis le 12 juillet 2022 sur Gulli.
Se déroulant dans l'univers de la franchise Jurassic Park, il s'agit de la toute première série dérivée de la franchise depuis sa création ainsi que la première à s'inclure officiellement et de manière canonique dans la série cinématographique de la franchise, débutée avec Jurassic Park (1993) de Steven Spielberg. La série prend place avant, pendant et après le film Jurassic World de 2015, lors de l'évasion de l’Indominus rex, et suit un groupe d'adolescents tentant de survivre alors qu'ils essayaient une des attractions du parc. Mais également les mois suivant ces évènements.
L'intrigue se poursuit avec la série d'animation Jurassic World : La Théorie du Chaos, diffusée depuis mai 2024 sur Netflix.

## Synopsis
Pendant les événements du film de 2015 sur l'île d'Isla Nublar, six adolescents tous âgés de 14 ans participent à un camp de vacances de l'autre côté de l'île, qu'ils sont les premiers à expérimenter, nommé la colo du Crétacé. Cependant, le groupe va être bien vite confronté aux conséquences découlant de l'accident provoqué par l’Indominus rex et va se retrouver bloqué sur l'île avec les dinosaures en liberté. Désormais séparés du reste du monde, les six adolescents vont alors devoir s'entraider et compter les uns sur les autres, ainsi que former une vraie famille, pour survivre.

### Saison 1
Darius, un jeune adolescent, gagne une place dans la toute nouvelle attraction du parc Jurassic World, nommée « la Colo du Crétacé ». Pour Darius, qui a perdu son père récemment, c'est l'occasion de réaliser son rêve et ainsi de tenir la promesse qu'il a faite à ce dernier de visiter le parc. Il y rencontre ainsi d'autres adolescents aux tempéraments et aux personnalités différentes : Kenji, un adolescent riche et assez imbu de lui-même ; Brooklynn, une jeune influenceuse ; Yasmina, une sportive réservée ; Sammy, une fille très enthousiaste et Ben, un garçon timide et très peureux. Mais alors qu'ils deviennent amis et passent de bons moments, un événement improbable et brutal va les projeter au beau milieu des dinosaures en liberté. Pour Darius et les autres, guidés par ce dernier et pour lesquels commence une survie de chaque instant, leur seul espoir de quitter l'île est de rejoindre le sud pour trouver de l'aide. Entre instants de peur et moments de joie, le groupe va devoir faire face ensemble, et se serrer les coudes, aux obstacles qui se dresseront devant lui s'il veut parvenir à être sauvé.

### Saison 2
Cette saison, commençant là où la précédente s'était arrêtée, voit les protagonistes, toujours bloqués sur l'île mais optimistes quant à leurs chances de survie, luttant pour survivre sur Isla Nublar alors que la série avance au-delà des événements du film Jurassic World. On retrouve nos héros, essayant désormais d'appeler des secours et de trouver un refuge pour s'abriter en les attendant. En fin de compte, après avoir réussi non sans mal à activer une balise de détresse qui s'était retrouvée dans le nid du T-Rex, le groupe, sur les conseils de Darius, retourne alors au camp de base d'où ils sont partis et y construisent un refuge sous la forme d'une cabane dans les arbres. Cependant, alors que la nature reprend petit à petit ses droits sur l'île et que les adolescents s'adaptent en parallèle à cette nouvelle situation, de nouveaux dangers et mystères imprévus et d'apparence inattendus auxquels ils vont devoir faire face font leurs apparitions. Pour surmonter ces nouveaux obstacles, le groupe va ainsi devoir continuer à compter les uns sur les autres et rester fidèles à leur principe.

### Saison 3
Six mois se sont écoulés depuis la fin de la précédente saison et la défaite des braconniers Mitch et Tiff. Darius et les autres membres du groupe, après avoir attendu les secours en vain, ont décidé de quitter l'île par leurs propres moyens mais essuient plusieurs échecs dans leur tentative de s'échapper d'Isla Nublar. En quête de matériel pour organiser leur propre sauvetage, bien décidés à trouver malgré tout une solution, les ados déterminés vont explorer plus profondément les recoins sombres et de nouvelles zones de l'île… et tombent sur une menace effrayante sous la forme d'une créature artificielle agressive et imprévisible, désormais en liberté sur l'île et qui met leurs vies en périls. Alors que la tension, la terreur et la peur montent sous l'effet de la pression, les campeurs vont devoir faire face à cet organisme inconnu, primitif et dénué de conscience, qui compte bien les traquer jusqu'au bout afin d'instaurer le chaos et la mort sur l'île. Cependant, même à deux doigts de quitter l'île pour de bon, une autre menace sous des traits plus familiers pourrait également survenir.

### Saison 4
Le groupe, après maintes péripéties, est enfin parvenu à quitter l'île d'Isla Nublar grâce au bateau des braconniers Mitch et Tiff et après avoir échappé au Dr Wu et ses mercenaires, tout en empêchant ces derniers d'obtenir les recherches qui leur auraient permis de créer davantage d'hybrides dangereux. Cependant, alors que tous sont heureux et pensent enfin rentrer à la maison en regagnant le Costa Rica, sur le continent, le groupe est alors attaqué par le Mosasaure désormais en liberté dans l'océan et s'échoue sur une autre île, semble t-il également coupée du monde. Cependant, en inspectant cette dernière, ils découvrent alors un endroit mystérieux en apparence naturel mais entièrement automatisé et hautement avancé technologiquement. Dans ce complexe secret, les enfants vont alors découvrir qu'ils ont atterri sur l'île d'une compagnie dont Sammy connait l'activité de clonage des créatures disparues pour leur faire subir des expérimentations. Face à cette situation, le groupe, presque à bout de forces, va devoir se décider entre continuer à se faire secourir ou à aider les dinosaures. Entre la menace de nouveaux ennemis robotiques, accablé et entouré de dinosaures contrôlés de force, et de leurs problèmes personnels, les enfants vont devoir montrer à quel point ils ont grandi pour faire face à cette nouvelle épreuve. Mais un retournement de situation reste cependant toujours possible…

### Saison 5
Cette saison commence là où la précédente s'était arrêtée. Le groupe de Darius étant cerné par des robots se retrouve face à Daniel Kondo, le président de Mantah Corp et père de Kenji. Ce dernier devra choisir entre rejoindre son père ou rester avec sa nouvelle famille. Après avoir lutté pour leur survie sur Isla Nublar puis sur cette nouvelle île, le groupe de Darius va devoir mener son ultime combat contre Mantah Corp, qui prévoit de contrôler les dinosaures pour en faire des bêtes de combat pour le seul plaisir de gens fortunés. D'anciens ennemis, humains et dinosaures reviendront, et l'unité du groupe sera mise à l'épreuve…

## Distribution
Sauf indication contraire, les informations mentionnées dans cette section peuvent être confirmées par les bases de données cinématographiques IMDb et Allociné,  présentes dans la section « Liens externes ».

### Voix originales
- Paul-Mikél Williams : Darius Bowman
- Jenna Ortega : Brooklynn
- Ryan Potter : Kenji Kondo
- Raini Rodriguez : Sammy Gutierrez
- Sean Giambrone : Ben Pincus
- Kausar Mohammed : Yasmina « Yaz » Fadoula
- Phil Buckman : Dr. Meriweather (saisons 1 et 4)
- Glen Powell : Dave (saisons 1 et 5)
- Jameela Jamil : Roxy (saisons 1 et 5)
- Greg Chun[2] : Dr Henry Wu (saisons 1 et 3)
- Jeff Bergman : Mr ADN
- Keston John : Frederick Bowman (saison 1) et Dawson (saison 3)
- Benjamin Flores Jr. : Brandon Bowman (saisons 1, 4 et 5)
- James Arnold Taylor : Eddie (saison 1)
- Secunda Wood : Voix du monorail (saison 1)
- Roger Craig Smith : Annonceur d'urgence (saison 1), les BRAD et les BRAD-X (saisons 4 et 5)
- Stephanie Beatriz : Tiffany (saison 2)
- Bradley Whitford : Mitch (saison 2)
- Angus Sampson : Hap (saison 2)
- Cherise Boothe : Femme mercenaire pilote (saison 3)
- Dave B. Mitchell : Hawkes (saisons 3 et 5) et Reed (saison 3)
- Kirby Howell-Baptiste : Dr Mae Turner (saisons 4 et 5)
- Haley Joel Osment : Kash (saisons 4 et 5)
- Andrew Kishino : Daniel Kondo (saisons 4 et 5)
- Jon Rudnitsky : Cyrus (saison 5)
- Avrielle Corti : Lana Molina (saison 5)
- Okieriete Onaodowan : Mr. Gold (saison 5)
- Mikey Kelley : Les mercenaires jumeaux (saison 5)
- Antonio Alvarez : Godinez (saison 5)
- Adam Harrington : Dodgson (saison 5)
- Bill Nye : Hal Brimford (épisode spécial interactif "L’aventure secrète")

### Voix françaises
- Timothé Vom Dorp : Darius Bowman
- Clara Quilichini : Brooklynn
- Julien Crampon : Kenji Kon (Kenji Kondo en VF)
- Alice Orsat : Sammy Gutierrez
- Thomas Sagols : Ben Pincus
- Nastassja Girard : Yasmina « Yaz » Fadoula
- Jérémie Bédrune : Dave (saisons 1 et 5)
- Lisa Martino : Roxie (saisons 1 et 5)
- Daniel Lafourcade : Dr Henry Wu (saisons 1 et 3)
- Benjamin Douba-Paris : Brandon Bowman (saisons 1, 4 et 5)
- Tristan Petitgirard : Eddie (saison 1)
- Xavier Thiam : Frédérick Bowman
- Gérard Darier : Hawkes (saisons 3 et 5)
- Corinne Wellong : Dr Mae Turner (saisons 4 et 5)
- Mathias Kozlowski : Kash (saisons 4 et 5)
- Laurent Maurel : Daniel Kon (Daniel Kondo en VF) (saisons 4 et 5)
- Audrey Sourdive : Tiff (saison 2)
- Stéphane Roux : Mitch (saison 2)
- Nicolas Dangoise : Reed (saison 3)
- Olivier Chauvel : Dodgson (saison 5)
- Jean-Alain Velardo : Hap (saison 2)
- Mathieu Lagarrigue : Brinford (épisode spécial interactif "L’aventure secrète")

## Fiche technique
- Titre original : Jurassic World Camp Cretaceous
- Titre français : Jurassic World : La Colo du Crétacé
- Titre québécois : Monde Jurassique : Le Camp du Crétacé
- Scénario : Zack Stentz et Scott Kreamer, d'après le roman Jurassic Park de Michael Crichton
- Musique : Leo Berinberg
- Production : Zack Stentz, Steven Spielberg, Frank Marshall et Colin Trevorrow
- Sociétés de production : DreamWorks Animation, Universal Pictures et Amblin Entertainment
- Société de distribution : Netflix
- Pays :  États-Unis
- Langue : anglais
- Genre : série d'animation, aventure, action, drame, science-fiction

## Épisodes

### Première saison (18 septembre 2020)
1. La Colo du Crétacé (Camp Cretaceous)
2. Secrets (Secrets)
3. La Transhumance (The Cattle Drive)
4. Quand tout s'écroule (Things Fall Apart)
5. Joyeux anniversaire, Eddie ! (Happy Birthday, Eddie!)
6. Bienvenue à Jurassic World (Welcome to Jurassic World)
7. Dernier jour de colo (Last Day of Camp)
8. Fin de course (End of the Line)

### Deuxième saison (22 janvier 2021)
1. La Balise de l'espoir (A Beacon of Hope)
2. L'Art de la sieste (The Art of Chill)
3. Le Point d'eau (The Watering Hole)
4. Sauvés (Salvation)
5. Le Courage (Brave)
6. Le Guide (Misguided)
7. Étape une (Step One)
8. La Théorie du chaos (Chaos Theory)

### Troisième saison (21 mai 2021)
1. Vue d'en haut (View from the Top)
2. En lieu sûr (Safe Harbor)
3. La Casa de Kenji (Casa De Kenji)
4. Petite futée (Clever Girl)
5. Au cœur de la tempête (Eye of the Storm)
6. Une longue course (The Long Run)
7. Une onde de choc (A Shock to the System)
8. Les Évadés d'Isla Nublar (Escape from Isla Nublar)
9. Par tous les moyens (Whatever It Takes)
10. La Mission (Stay on Mission)

### Quatrième saison (3 décembre 2021)
1. Sous la surface (Beneath the Surface)
2. Au moins… (At Least…)
3. L'Énigmatique Dr Turner (Turning Dr. Turner)
4. Un réveil brutal (Rude Awakening)
5. Persévérance (The Long Game)
6. Une mission délicate (Mission Critical)
7. Survivre à tout prix (Staying Alive)
8. Problème technique (Technical Difficulties)
9. Les Dino-sitters (Dino-Sitting)
10. Prise de contrôle (Taking Control)
11. C’est qui, le patron ? (Who's the Boss?)

### Cinquième saison (21 juillet 2022)
1. Réunion de famille (Reunited)
2. L'Ultime test (The Final Test)
3. L'Heure du combat (Battle Lines)
4. Manœuvre d'évitement (Evasive Action)
5. Secoués (Shaky Ground)
6. En dehors de la meute (Out of the Pack)
7. Se jeter à l'eau (The Leap)
8. Couper le cordon (Clean Break)
9. Le Noyau (The Core)
10. L'Arrivée (Arrival)
11. Dernier affrontement (The Last Stand)
12. Les Six d'Isla Nublar (The Nublar Six)

### Épisode spécial interactifL'aventure secrète(15 novembre 2022)
Le 15 novembre 2022, un épisode spécial interactif standalone de 32 minutes, nommé Jurassic World : La Colo du Crétacé - Une aventure secrète (Jurassic World: Camp Cretaceous - Hidden adventure), sort également sur Netflix,,. L'histoire et les actions des personnages dépendent et sont affectées par les choix des téléspectateurs qui sont amenés à choisir entre plusieurs propositions à certains moments clés lorsqu'un obstacle quelconque apparait, afin de continuer la progression de l'épisode. Se situant entre les saisons 2 et 3 (séparées par 5 mois), l'histoire prend place après qu'une grosse tempête tropicale est advenue sur l'île et voit les protagonistes devant chercher de la nourriture après que leur réserve est à sec. Dans leur quête sérieuse pour trouver de quoi manger, alors que la nourriture se fait rare sur l'île et que des dinosaures affamés rôdent presque partout, le groupe devra tout risquer et travailler ensemble afin d'y parvenir. Se faisant, cela les amènera à explorer une zone reculée de l'île servant d'attraction et exposant des secrets jusque-là inconnus de l'île… de même que de nouveaux dangers.
Le spécial interactif est retiré de Netflix le 1er décembre 2024 et ne peut plus être visionné sur cette plateforme.

## Personnages

### Principaux
- Darius Bowman : préadolescent afro-américain, leader et plus jeune membre du groupe, fan de dinosaure.
- Brooklynn : Influenceuse des réseaux sociaux aux cheveux roses, toujours sur son téléphone.
- Kenji Kondo : Riche adolescent d'origine asiatique, assez vantard et imbu de lui-même.
- Sammy Gutierrez : Jeune fille d'origine hispanique, enthousiaste, grégaire et bruyante.
- Ben Pincus : Jeune garçon sensible et fragile, devenant par la suite bien plus courageux.
- Yasmina Fadoula : Adolescente sportive, d’origine maghrébine, réservée mais sarcastique.

### Secondaires
- Dr Meriwether : Personnage venant d'un jeu vidéo auquel Darius joue afin de gagner un voyage à Jurassic World (saisons 1 et 4).
- Dave et Roxie : Les deux animateurs du camp La Colo du crétacé (saisons 1 et 5).
- Dr Henry Wu : Scientifique et généticien en chef du parc, sérieux et discipliné (saisons 1 et 3).
- Eddie : Assistant du Dr Wu. Paranoïaque et lâche (saison 1).
- Frédérick Bowman : Père décédé de Darius, fan de dinosaure comme lui.
- Brandon Bowman : Grand frère de Darius, qui aime taquiner ce dernier (saisons 1, 4 et 5).
- M. ADN : La mascotte du parc Jurassic World.
- Owen Grady : Le dresseur de vélociraptor de Jurassic World (mentionné).
- Claire Dearing : Assistante de Masrani et co-directrice du parc (mentionnée).
- Simon Masrani : Directeur et propriétaire du parc (mentionné).
- Zack et Gray : Neveux de Claire Dearing (mentionnés).
- Mantah Corp. : La deuxième société rivale d'InGen, voulant elle aussi acquérir sa technologie.
- Hap Stieber : Mercenaire embauché comme garde du corps par Mitch et Tiff (saison 2).
- Mitch et Tiff (Mitchell et Tiffany) : Un couple de chasseurs de trophées voulant chasser les dinosaures (saison 2).
- Hawkes : Mercenaire travaillant pour Dr Henry Wu et Eli Mills, membre d'une des équipes de l'opération de récupération du fragment d'Indominus rex et travaillant ensuite pour Daniel Kondo (saisons 3 et 5).
- Dawson et Reed : Mercenaires faisant partie de l'escorte du Dr Henry Wu (saison 3).
- Eli Mills : L'homme d'affaire qui a secrètement envoyé des mercenaires sur Isla Nublar pour récupérer des échantillons de l'Indominus rex (mentionné)
- Dr Mae Turner : Paléoneurobiologiste qui étudie le comportement des dinosaures et qui servira également d'alliée pour les campeurs qui se retrouveront coincés sur l'île de Mantah Corp (saisons 4 et 5).
- Kash : Le patron du Dr Mae Turner et gestionnaire de l'île de Mantah Corp, il est celui qui a fait du chantage à la famille de Sammy (saisons 4 et 5).
- Daniel Kondo : Le père de Kenji Kondo qui se révèle être en réalité le président de Mantah Corp (saisons 4 et 5).
- Les BRAD : Des drones robotiques quadrupèdes ressemblant à des chiens robots, créés par Kash, chargés d'entretenir et de surveiller l'île de Mantah Corp (saisons 4 et 5).
- Les BRAD-X : Des variantes bipèdes beaucoup plus grandes et résistantes que les BRAD standard, créés par Kash et ressemblant davantage à des dinosaures (saisons 4 et 5).
- Cyrus, Lana Molina et Mr. Gold : Trois investisseurs venu sur l'île de Mantah Corp pour assister à un combat de dinosaures (saison 5).
- Les Jumeaux : Duo de mercenaire travaillant pour Daniel Kon (saison 5).
- Godinez : Mercenaire travaillant pour Daniel Kon (saison 5).
- Biosyn : La principale société rivale d'InGen (mentionnée).
- Lewis Dodgson : Le président de Biosyn qui est venu sur Isla Nublar pour récupérer des échantillons d'ADN de dinosaures (saison 5).
- Hal Brimford : La personne étant à l'origine de l'attraction "L'aventure secrète" qui a plus tard été renvoyé de Jurassic World pour avoir caché un stock de nourriture (épisode spécial interactif "L'aventure secrète").

### Dinosaures
L'une des particularités principales de la série "La Colo du Crétacé" est qu'elle met en scène des dinosaures ayant un prénom, faisant d'eux des personnages à part entière.
- Petite Bosse (Bumpy en VO) : Le compagnon de Ben : Bébé Ankylosaure femelle bleu et jaune, elle s'attachera à Ben et grandira au fur et à mesure que les saisons avancent (saisons 1 à 5 + épisode spécial interactif "L'aventure secrète").
- Blue : Vélociraptor alpha de la meute de raptor du parc d'Owen Grady, favorite de ce dernier(saisons 1, 2, 3 et 5 + épisode spécial interactif "L'aventure secrète").
- Delta, Echo et Charlie : Les autres raptors de la meute du parc d'Owen Grady (saison 1).
- Toro : Un Carnotaure mâle possédant une cicatrice sur son museau et étant très agressif (saisons 1, 2 et 5 + épisode spécial interactif "L'aventure secrète").
- L'Indominus rex : Antagoniste du film de 2015, ses apparitions coïncident avec les évènements de ce dernier (saison 1).
- Les Parasaurolophus Lux : Une variante bioluminescente des Parasaurolophus présents sur Isla Nublar (saisons 1 et 3).
- Le Mosasaure (Mosy) : Le seul reptile marin du parc, il réussira par la suite à s'échapper de son propre bassin (saisons 1, 3 et 4 + épisode spécial interactif "L'aventure secrète").
- Le T-Rex (Rexy) : Le Tyrannosaure original du premier parc et étant devenu reine d'Isla Nublar après la chute de Jurassic World (saisons 2 et 3 + épisode spécial interactif "L'aventure secrète").
- Maria : Une femelle Sinocératops libérée d'une cage d'une station vétérinaire par Darius, Brooklyn et Sammy (saison 2).
- Torve, Lugubre et Chaos (Grim, Limbo et Chaos en VO) : Un trio de Baryonyx composé de Torve la chef (en vert), Lugubre (en marron) et Chaos (en bleu) (saison 2 pour Torve / saisons 2, 3 et 5 + épisode spécial interactif "L'aventure secrète" pour Lugubre et Chaos).
- Le Scorpios rex / Scorpius rex (E750) : Le tout premier dinosaure hybride créé par le Dr Henry Wu, principal antagoniste de la saison 3.
- Grosse Mangeuse et Petite Mangeuse (Big Eatie et Little Eatie en VO) : Deux Tyrannosaures femelles (une mère et sa fille) originaires de l'île d'Isla Sorna déplacées sur l'île dirigée par Mantah Corp (saisons 4 et 5).
- Le Spinosaure : Le même individu qui fut l'antagoniste du troisième film de 2001, déplacé par Mantah Corp de Isla Sorna à leur île et dont l'ADN fut utilisé pour la création des deux bébés Spinocératops (saisons 4 et 5).
- Pierce : Un Kentrosaure mâle dont le Dr Mae Turner affectionne tout particulièrement et avec lequel elle parvient à communiquer (saisons 4 et 5).
- Rebelle et Angèle (Rebel et Angel en VO) : Deux bébés Spinocératops frère et sœur, tous deux possédant à la fois de l'ADN de Spinosaure extrait d'Isla Sorna et ainsi que de l'ADN de Sinocératops extrait d'Isla Nublar (saisons 4 et 5).
- Feu Follette (Firecracker en VO) : Bébé Brachiosaure femelle d'environ 2 mois dont l'ADN provient à partir de Brachiosaurus extrait d'Isla Sorna, s'attachant par la suite à Ben après que ce dernier l'ai libérée de sa cellule (saisons 4 et 5).
- Le Tarbosaure : Un individu femelle vivant sur l'ile d'Isla Nublar à Jurassic World, servant de principale menace pour les campeurs lors des événements de l'aventure secrète (épisode spécial interactif "L'aventure secrète").

## Genres et espèces présentés
Genres et espèces présents dans la série :
- Ankylosaurus
- Apatosaurus (épisode spécial interactif "L'aventure secrète")
- Baryonyx (saison 2)
- Brachiosaurus
- Carnotaurus
- Ceratosaurus (saison 2)
- Compsognathus
- Dilophosaurus (saison 4)
- Dimorphodon (saison 3)
- Gallimimus (saison 3)
- Indominus Rex (hybride)
- Kentrosaurus (saison 4)
- Monolophosaurus (saison 3)
- Mosasaurus
- Nothosaurus (saison 5)
- Ouranosaurus (saison 3)
- Parasaurolophus (dont une variante bioluminescente)
- Ptéranodon
- Scorpios Rex (ou Scorpius Rex) (hybride, saison 3)
- Sinoceratops
- Smilodon (appelé Tigre à dent-de-sabre, saison 4)
- Spinoceratops (hybride, saison 4)
- Spinosaurus (saison 4)
- Stégosaurus
- Tarbosaurus (épisode spécial interactif "L'aventure secrète")
- Tyrannosaurus rex (saison 2)
- Velociraptor

## Production

### Genèse et développement
Des rumeurs sur cette série ont circulé durant la première moitié de l’année 2019 pour finalement être concrétisées le 4 juin de la même année avec la diffusion d’un trailer de 43 secondes montrant un vélociraptor (Delta?) sur décor de jungle qui finit par attaquer la caméra, disant que l'évolution vient tout juste de commencer. Un poster montrant les protagonistes de la série de dos devant une grande porte portant le nom de la série a aussi été divulgué le même jour. Les showrunners Scott Kreamer, Lane Lueras ainsi qu'Aaron Hammersley ont servi de producteurs exécutifs et la série a été produite par Steven Spielberg, Frank Marshall et Colin Trevorrow. Zack Stentz est producteur-conseil ainsi que développeur de série. La série, réalisée en 3D (plus précisément en CGI), fut prévue pour août 2020 et l’entreprise Mattel a révélé au SDCC 2019 qu'une partie de sa nouvelle gamme de jouets Jurassic World de 2020, comme celle «Dino attack», «Savage Strike» ou «Attack Pack», sera basée sur cette série,,.
Les jouets en question dérivés de la série et représentant les dinosaures apparaissant dans cette dernière portent le logo de la série à la place du logo Jurassic World habituelle en haut à droite de l’emballage et avec la mention «Netflix une série originale de Netflix». En bas sur le côté de l’emballage apparaissent aussi les personnages humains et dinosaures dans leur version animé de la série tandis que le fond de l’emballage est constitué d’un plan du camp en question de la série. Les autres jouets n’arborant pas ces éléments ne font pas partie de la gamme dérivée de la série. Les premiers jouets de la gamme ont commencé à être rendue public début juin 2020. Le 21 mai 2019 sont rendues public des images montrant les six protagonistes de la série avec les dinosaures Toro et Petite Bosse dans leurs versions animées.
Finalement, un teaser de 1 minute est publié le 28 juillet 2020; dévoilant au passage plusieurs images promotionnelles,. Bien que prévue pour août 2020 à la base, la date de diffusion a été reportée au 18 septembre 2020 à cause des problèmes causés par la pandémie de Covid-19. Cela a eu également pour effet de contraindre l'équipe de production à travailler à leur domicile. Le 1er septembre 2020, un second trailer de 2 minutes est publié.
Le 14 septembre 2020, quatre jours avant la sortie de la série, Colin Treworrow, lors d'une interview à propos de l'avancée du troisième film Jurassic World, a expliqué que la série serait une «expérience complémentaire aux films». En effet, selon lui, la série fut pensée comme «quelque chose de complémentaire aux films. Je voulais qu'on fasse un vrai crossover entre la série et les films, qu'on introduise vraiment de nouveaux personnages. J'ai vraiment poussé pour ça et j'ai donné totale liberté aux auteurs en ce sens. D'ailleurs, ils étaient étonnés qu'on veuille autant lier les deux.»
«Il sera évidemment possible de voir Jurassic World 3 sans avoir vu La Colo du Crétacé, mais la série permet de booster l'expérience, d'aller un peu plus loin... ». Il ajoute aussi que la série «ajoute vraiment quelque chose à la saga et aux films. » avant de terminer sur le fait que plusieurs détails introduits dans la série pourraient être développés par la suite si la série est renouvelée pour d'autres saisons, en disant qu’ils ont «créé des opportunités... ».
Après la sortie de la saison 1, plusieurs extraits sont publiés. Un montrant Darius et Kenji avec Toro,. Un montrant l'Indominus attaquer les enfants,. Un montrant Darius et Brooklynn piégés dans une gyrosphère,. Et un montrant le Mosasaure attaquer le groupe en canoë,.
Pour Spielberg, il ne fallait pas que la série soit une «version kid» des films de Jurassic Park et a ainsi, en début de projet, beaucoup insisté pour que les jeunes personnages soient placés dans des situations dangereuses, autant que dans les films. Kreamer et Hammersley ont partagé la vision de Spielberg et rejoint la réalisation de la série après que cette dernière ait eu l'autorisation d'être mise à l'écran. Les trois ont été inspirés par divers films de Spielberg qui dépeignent souvent des enfants en danger, comme Les Goonies ou E.T., l'extraterrestre, et, bien sûr, le film Jurassic Park original. Hammersley, selon lui, pensait que l'ajout d'éléments dangereux permettait un plus large éventail de possibilités d'histoire. Le sang et les morts ne sont pas représentés à l'écran, seulement suggérés, bien que plusieurs cas montrent les adolescents regarder des dinosaures manger d'autres personnes. Contrairement aux films dans lesquels les enfants étaient souvent par moments des personnages secondaires, souvent sauvés par des adultes, la série, elle, se concentre sur les adolescents et leurs efforts pour survivre seuls sans adultes. D’ailleurs, selon Hammersley, il n'était pas possible de faire une production Jurassic Park, même à destination pour les enfants, sans incorporer les éléments qui font la réussite des films.
Le rôle de Dave a été écrit spécifiquement pour Glen Powell. Des programmes tels que V-Ray, Autodesk Maya et Nuke ont été utilisés pour créer la série. En outre, d'après la scénariste Sheela Shrinivas et la rédactrice en chef Josie Campbell, les personnages qui furent les plus difficiles à développer étaient ceux de Yasmina et Brooklynn, car elles avaient du mal à trouver des moyens de les rendre "sympathiques" pour le public. Elles ont fini par prendre la décision de faire ressortir les faiblesses des personnages, afin d'amener ainsi le public à les apprécier un peu plus.
La série comprend la musique des bandes sonores de Jurassic Park et Jurassic World, composées respectivement par John Williams et Michael Giacchino. Les autres musiques ont été composées par l'artiste Leo Birinberg. Ce sont les deux directeurs de musique de DreamWorks, Alex Nixon et Frank Garcia, que Birinberg connaissait déjà sur la série Kung Fu Panda : Les pattes du destin, qui ont recruté Birinberg pour la série.
Le 9 octobre 2020, la saison 2 de la série est annoncée et un premier teaser de 46 secondes environ est publié. La saison 2 étant prévue pour l'année 2021. DreamWorks Animation a révélé également en même temps que la saison 2 avait déjà été terminée avant son renouvellement et que Sean Giambrone, qui double le personnage de Ben, reviendrait malgré sa mort apparente dans la saison 1,,. Un panel (live, à distance) fut également annoncé le même jour, intitulé New York Comic Con x MCM Comic Con’s Metaverse, et permettait d’emmener les personnes dans la salle des scénaristes avec les acteurs et les créateurs. Avant cette annonce officielle, et celle de la première saison, Colin Trevorrow avait d'ailleurs dit au sujet de la saison 2 que :
"Je ne peux pas vous confirmer encore qu'il y aura une saison 2. Seulement dans quelques semaines, cela dépendra des audiences… Je ne suis pas si on voudra rester toujours collé aux films. Je préfère m'éloigner et coller plus à l'histoire de ces enfants. D'autant que Fallen Kingdom se déroule trois ans après Jurassic World…"'.
Lors du panel, Treworrow a admis que la saison 2 de la série a donné à l'équipe de production "beaucoup de liberté" en termes de scénario, car la première saison dépendait entièrement de l'histoire du film Jurassic World qu'elle devait suivre en parallèle, et la deuxième saison se situe environ six mois avant la séquence d'ouverture du film Jurassic World : Fallen Kingdom,,.
Le 15 décembre 2020, une seconde bande-annonce dévoilant la sortie de la saison 2 est publiée,. Le 13 janvier 2021, un court extrait de la saison 2, montrant les enfants dans le nid du T-rex Rexy, est mis en ligne. Le 21 janvier 2021, la veille de la sortie de la saison 2, un clip montrant les protagonistes attaqués par le trio de Baryonyx est mis en ligne. Deux autres clips, le 19 et le 20 janvier 2021, un montrant Darius et Kenji avec des Stégosaures et un autre avec les enfants apercevant un feu au loin, ont été mis en ligne de façon anonyme sur le net et non sur une des chaînes officielles de Netflix ou Jurassic World, mais il s'agit bien d'extraits de la saison 2,,. Les extraits ont ensuite été relayés par de nombreux youtubeurs. Le même jour, Colin Trevorrow a annoncé, dans un entretien avec Entertainment Weekly, que la série sera, via sa saison 2, connectée d'une manière ou une autre au film Jurassic World : Dominion (dont le tournage s'est arrêté le 9 novembre 2020) qu'il a terminé :
"Il est important pour moi, par respect pour les écrivains qui continuent à se développer et à créer, de reconnaître [Camp Cretaceous] comme clairement sa propre histoire et son propre spectacle. Mais cette saison - et si nous avons d'autres opportunités de raconter l'histoire que nous avons [dans la saison 3] - continuera à tisser dans l'histoire plus large et vraiment informer certaines choses, même dans Dominion qui se connecteront aux découvertes faites que je suis vraiment excité",.
Trevorrow a annoncé dans une interview pour Comic Book Resources que le thème du trafic d'animaux vu dans le cinquième film a incité les scénaristes de la série à mettre comme variante le thème de la chasse au gros gibier en tant qu'élément central de la seconde saison, afin d'enseigner aux enfants que le braconnage était toujours d'actualité. Interrogé sur l'avenir de la série, Trevorrow a dit à Screen Rant que l'équipage de la série avait déjà depuis longtemps prévu une histoire qui "emmènera ces enfants plus profondément dans un voyage qui s'éloigne de plus en plus de Jurassic World ".
Une semaine environ après la diffusion de sa seconde saison, deux extraits, l'un montrant Ben contre Toro et l'autre montrant la poursuite des trois baryonyx après les protagonistes, sont publiés,,. Le 30 janvier, un extrait montrant le groupe utiliser les souterrains pour aller sauver Darius et Sammy est publié. Les 4 et 8 février, deux autres extraits montrant Rexy attaquer les personnages sont mis en ligne,.
Le 11 mars 2021, un teaser de 43 secondes et un poster sont publiés, montrant que la créature répondant au nom de E750, contenu dans un tube de cryostase visible à la fin de la saison 2, s'est échappée et disant qu'un "nouveau danger est né",. En outre, il est aussi révélé que la saison 3 sera composée de 10 épisodes au lieu de 8 contrairement aux deux premières saisons,,. Le 22 avril 2021, un second vrai trailer est publié,,.
Kreamer a déclaré, en réalisant la troisième saison, qu'ils voulaient que "les enfants aient leur propre pouvoir et mettent leur destin entre leurs mains" de même que de "prendre un peu de temps, faire des trucs sympas, s'amuser, […] des choses […] que nous n'avions pas le temps de le faire parce que les enfants couraient toujours pour sauver leur vie", et a également répondu concernant l'introduction de la série, ainsi que ses personnages, dans l'histoire des films en prises de vues réelles en disant que "Je ne dirais jamais jamais. Pour autant que je sache, il n'y a pas de plans immédiats pour que cela se produise, mais ce serait plutôt cool si c'était le cas". Colin Treworrow, Raini Rodriguez et Kreamer ont tous les trois taquinés une possible saison 4 en déclarant qu'il y avait "un début, un milieu et une fin pour cela. Nous avons [un plan], et il y a une fin en vue. Scott et les scénaristes ont élaboré une voie à suivre assez excitante",. Pour finir, Trevorrow a expliqué pour la suite de la série que la scène d'éruption du volcan vu dans le film de 2018 ne sera pas montré d'une manière ou d'une autre. Il a aussi annoncé que "si nous sommes capables de raconter toute l'histoire que nous avons tracée ici, que les scénaristes ont construite, cela va vraiment nous donner une chance d'entrer dans des espaces vraiment nouveaux qui sont un vrai départ des films". Treworrow a aussi dit qu'il n'y avait pas de quoi être inquiet concernant le personnage de Petite Bosse l'Ankylosaure, laissée sur l'île à l'inquiétude des spectateurs du fait que cette dernière est détruite avec tous les dinosaures non-capturés par les mercenaires dans le film de 2018, en citant que "ce n'est pas Game of Thrones ou même Avengers: Endgame, après tout". Une interview avec Scott Kreamer a révélé que l'équipe créative voulait que les personnes pensent à la coopération, dont font preuve les personnages depuis le premier épisode de la série car "C'est la même chose dont nous parlons depuis le début. En tant que peuple, nous sommes tous beaucoup plus forts lorsque nous travaillons ensemble et restons ensemble, et surmontons nos différences pour être ensemble" et que "les enfants peuvent tout faire, et les enfants sont résilients et intelligents. En général, ils peuvent faire plus que ce que nous leur accordons parfois" tout en terminant que le sentiment général de la saison ne serait pas si différent des autres.
Enfin, concernant la fin de l'épisode final de la saison, ainsi que son twist de fin lors des dernières secondes, Kreamer a répondu en disant que s'il s'agissait "du dernier épisode, nous voulons que cela ressemble à une conclusion appropriée" et que "le fait qu'ils soient au large de l'île sur un bateau avec quelque chose d'autre sur le bateau laisse en quelque sorte les choses grandes ouvertes […] Rentrent-ils à la maison ? vont-ils vers l'une des îles des cinq morts ? Est-ce qu'ils vont complètement sur une autre île ? Y arrivent-ils ? Je ne sais pas. Nous devrons voir. Mais vous faites vingt-six épisodes d'enfants fuyant des dinosaures, et à un certain moment point, vous devez quitter l'île et voir ce qui se passe ensuite". Raini Rodriguez, qui double Sammy dans la série, a dit à propos de son personnage (à l'idée que le groupe quitte désormais l'île mais tout en ayant encore beaucoup de drames et d'intrigue à affronter (ouvrant la voie à une multitude de possibilités pour la suite)), que "Je pense que c'est juste ce que cela laisse plus de questions que de réponses pour Sammy" et "elle sait certainement ce qui est en jeu pour elle-même. Elle n'allait pas à la colo du Crétacé juste pour aller à la colo. Elle y allait dans un but et une raison pour protéger sa famille. Et maintenant que cela est amené à la lumière à nouveau, elle va faire tout ce qui est en son pouvoir pour protéger sa famille et sa nouvelle famille de colo. J'ai l'impression que cela lui laisse plus de questions que de réponses, mais […] plus de détermination que jamais pour bien faire les choses",.
Le 15 octobre 2021, la saison 4 de la série est confirmée par un clip de 15 secondes posté sur les pages Instagram et Twitter officielles de DreamWorks, avec une date pour le 3 décembre 2021. Le court clip montre une île brumeuse et annonce qu'"une nouvelle île attend", possiblement l'île d'Isla Sorna (l'autre île aux dinosaures vus dans les films) comme le veut une théorie populaire de la part des téléspectateurs et fans de la franchise depuis la fin de la saison 3, en plus de montrer brièvement le temps d'une frame une image d'un environnement désertique avec des cactus lors d'une sorte de disjonctement holographique. Début novembre, une image dévoilée sur certains comptes Netflix et partagée par le site Jurassic Outpost révèle la présence du Spinosaurus dans la saison 4, marquant son retour dans la franchise 20 ans après sa première apparition dans Jurassic Park 3 en 2001, et les protagonistes pourchassés par ce dernier dans un environnement désertique, et poursuivis également par plusieurs drones semblables à ceux employés par la société Mantah corps dans les saisons précédentes ainsi que par un chien robot. Finalement, un premier trailer est mis en ligne le 10 novembre 2021 et révèle, de même qu'une interview de Explore Entertainment avec Scott Kreamer, que l'île sur laquelle le groupe s'échoue n'est ni Isla Sorna ni aucune autre île de l'archipel de Las Cinco Muertes présente dans la franchise, mais bel et bien sur une nouvelle île inédite jamais vu auparavant. Il est révélé aussi qu'un environnement de type désertique avec du sable et des cactus et qu'un environnement de type toundra avec de la neige seraient aperçus dans cette nouvelle saison. Et enfin, à la surprise générale, l'existence d'un tigre à dent de sabre à également été révélé lors de la sortie du trailer marquant de ce fait la première fois qu'un mammifère préhistorique du cénozoïque est représenté au sein de la franchise Jurassic Park et Jurassic World,,. Deux nouvelles voix rejoignant le casting de la série pour cette saison sont aussi annoncées, Kirby Howell-Baptiste (Cruella, The Good Place) et Haley Joel Osment (La Méthode Kominsky) en plus de l'annonce que cette saison sera composée de onze épisodes,,.
Le 26 novembre 2021, une semaine environ avant la sortie de la saison 4, un clip montrant le Mosasaure en pleine mer attaquant le groupe est mis en ligne et un article de Collider montrant une interview avec Scott Kreamer est publié aussi,,. Dans cette interview, Kreamer révèle qu'il était au courant des spéculations de la part des fans pour savoir si Isla Sorna serait utilisée, mais que lui et l'équipe de production avaient préféré montrer une nouvelle île car les trois dernières saisons montraient les enfants courir pour fuir des dinosaures sur une île tropicale dans la jungle, ce qui aurait donné la même chose avec Sorna, en plus de vouloir faire bouger les choses et de donner une nouvelle direction, de même que le mystère de l'endroit où les enfants s'échoue soit révélé au public en temps réel avec ces derniers. L'interview révèle aussi que de la romance entre les personnages sera introduite à un moment de la série. Il est également fait mention du Spinosaurus et du fait qu'il était initialement prévu de la faire apparaître sur Nublar avant que l'idée soit abandonnée après que Kreamer ait jugé que cela n'avait finalement pas de sens. Pour finir, l'interview révèle que la série ne se terminera pas dans le film Jurassic World : Le Monde d'après, comme beaucoup de fans le pensaient à tort d'après des paroles de Trevorrow, mais qu'elle y serait liée via des éléments easter eggs placés ici et là en arrière-plan qui seront référencés dans le film, et que, sur la question de la liberté de l'équipe sur ce qu'il pouvait faire avec la série, il a été révélé que Trevorrow lui-même était immensément impliqué dans la série sur presque tous les angles dès que possible, et que tout ce que l'on peut y voir comme éléments sont de fait validés par ce dernier. Concernant les robots, nommé BRADS (pour Bio Robotic Assistance Droid), les scénaristes avaient jugé qu'ils étaient trop irréalistes pour la série mais ont cependant décidé de les inclure après avoir regardé une vidéo de l'entreprise Boston Dynamics sur les robots. Le développement de la relation amoureuse entre Kenji et Brooklynn avait déjà été imaginé lors de la réalisation de la saison 2 mais rejeté à ce moment-là pour plus tard, Kreamer déclarant que "C'est une émission pour enfants et ce n'est pas nécessairement quelque chose que vous feriez dans la franchise. Mais cela ressemblait à une progression naturelle. Si vous avez six enfants sur une île pendant six mois, les sentiments vont se développer. Et nous voulions l'aborder d'une manière qui semble organique à la série et qui ait du sens avec nos personnages".
Le 3 décembre, jour de la sortie de la saison, un clip montrant le personnage introduit du Dr Turner et des deux Tyrannosaures de l'île inédite est publié,. Le 10 décembre, un clip montrant le groupe secourir un Kentrosaurus dénommé Pierce est publié,. Le 17 décembre, un dernier clip montrant le groupe fuir devant un Cératosaurus dans un hangar avec des bébés dinosaures est publié,.
La saison 5 de la série est confirmée le 18 avril 2022 avec la publication d'un court teaser de moins d'une minute, qui révèle aussi que cette cinquième saison sera également la saison finale de la série. Le teaser révèle principalement des images montrant les protagonistes essayer de fuir devant l'organisation de Mantah Corps qui désormais parvient à contrôler les dinosaures. D'autres annonces suivent le moi d'après, avec la révélation d'un épisode spin-off spécial interactif le 3 mai 2022, nommé Hidden Adventure!, et qui suivra « les campeurs, désespérés de nourriture, travaillent ensemble pour trouver un stock caché. Ils doivent tout risquer pour découvrir des indices à la recherche de son emplacement, exposant finalement des secrets jusque-là inconnus d'Isla Nublar. ». En outre, le 13 mai, un article exclusif du site Den of Geek, où Trevorrow y évoque des idées et ressentis personnels qu'il a eu depuis qu'il a réalisé le film Jurassic World de 2015, révèle que la fin originellement prévue pour la seconde trilogie, qu'il avait en tête depuis 2016, avait été finalement réorientée pour être utilisée pour la fin de la série Netflix, tandis que celle des films a été réimaginée : « L'image que j'avais à ce moment-là, nous l'utilisons en fait comme fin pour Camp Cretaceous ».
À propos de l'épisode interactif, qui sortira le 15 novembre 2022, Scott Kreamer a répondu qu'il était « ravis que le public rejoigne notre famille du camp parmi les ruines de Jurassic World », en ajoutant que « prenant place entre les saisons deux et trois, les fans seront mis à la place de Darius, et tout comme dans la Colo du Crétacé, ils seront obligés de prendre des décisions de vie ou de mort qui peuvent littéralement faire la différence entre lui et les autres campeurs survivants ou se faire mordre. Non seulement nous interagirons avec les dinosaures préférés des fans de la série, mais nous visiterons également des zones inédites d'Isla Nublar, ainsi que face à face avec un grand théropode carnivore jamais montré auparavant dans notre émission ou les films. Je pense que les gens vont vraiment l'apprécier ! ».

## Accueil

### Réception critique
La série, à sa sortie, reçoit un accueil assez positif, quoique mitigé sur certains points, de la part des critiques et du public. Le site agrégateur de critiques britannique Rotten Tomatoes recense un taux de 75 % de la part du public et confère rien que pour la première saison de la série un taux d'approbation de 55 % basé sur douze avis, avec une note moyenne de 5,8/10.

#### Critiques positives et mitigés
Écrivant pour Bloody Disgusting, Meagan Navarro a décrit la série comme « le mélange parfait d'Amblin, de drôle, et audacieux », faisant l'éloge de la distribution des voix et des dessins de dinosaures, mais qualifiant en revanche les dessins des personnages de génériques.
Alana Joli Abbott de Den of Geek a donné à la série une note de quatre étoiles et demie sur cinq, applaudissant l'animation, la distribution et l'histoire centrale du spectacle. Du Collider, Haleigh Foutch a donné à la série une note de A-, louant les « enjeux élevés crédibles, les arcs de caractère forts et certains décors vraiment pasionnant ». Jesse Hassenger de The A.V. Club a donné à la série une note de C +, qualifiant la série d'irréaliste et déclarant que « Camp Cretaceous n'est pas particulièrement astucieux en termes de sociologie chez les adolescents, mais il est intelligent pour décrire l'interpolation - l'âge de 15 ans où beaucoup d'enfants trouvent que leur obsession des dinosaures diminue ».
Robert Lloyd, du Los Angeles Times, a écrit que « les personnages ne sont pas profondément dessinés - ni [comme] Fred, Véra, Daphne ou Sammy [de la franchise Scooby-Doo] d'ailleurs - mais leur place dans la série est bien définie et en termes de scénario, aucun campeur n'est laissé pour compte. Chacun devra faire face à une peur, ou se purifier, ou surmonter la douleur, ou aider lorsque l'aide est le plus nécessaire. […]. Bien que les personnages humains aient le look lisse et sculptés comme des marionnettes des Thunderbirds et affichent un répertoire familier de haussements d'épaules et de roulements d'yeux CGI, le jeu les garde suffisamment réels ».
En ce qui concerne la saison 2, les critiques sont plus favorables. La critique de Alana Joli Abbott de Den of Geek a donné à la deuxième saison une note de quatre étoiles sur cinq, déclarant qu'elle s'était assez améliorée par rapport à sa première moyenne. Danielle Solzman de Solzy at the Movies a fait l'éloge de l'exploration de l'Isla Nublar fictive et du rythme des huit épisodes.
John Orquiola de Screen Rant a loué l'histoire, l'action et les personnages, en particulier l'épisode intitulé Le point d'eau, déclarant qu'il était similaire à la fin du Jurassic Park original et à une « rotation intelligente » d'après lui sur le style de mise en scène utilisé par Steven Spielberg. Ce sentiment est également partagé par Rafael Motamayor, de The New York Observer, disant que l'épisode était « plein d'émerveillement » et qu'il permettait à la série de « capturer le sentiment du Jurassic Park original, tout en mettant les dinosaures au premier plan du récit. ». Haleigh Foutch de Collider, a quant à elle classé la saison dans sa liste des sept « nouvelles séries » à regarder sur Netflix, en déclarant que la nouvelle saison « laisse beaucoup de possibilités d'action tout en faisant place à des moments plus centrés sur les personnages ». Brooke Bajgrowicz, de Mashable, a complimenté l'histoire globale de la saison et la tension croissante, mais a par contre critiqué l'intrigue de l'épisode Courage qui a eu lieu entièrement dans un flashback et s'est concentré uniquement sur le personnage de Ben, car brisant le rythme de la saison et déconnecté de la trame principale.
La saison 3, quant à elle, a reçu des critiques presque unanimement positives et est actuellement considérée comme la meilleure de toutes.
Victoria Davis d'Animation World Network a fait l'éloge de cette saison pour son ton général, notant que « aussi amusant que Kreamer le dise, lui et l'équipe avaient la nostalgie de la saga emblématique de Steven Spielberg dans leur émission » et que « L'attention portée aux petits visuels […] ajoute à l'émotion accrue en transmettant un sentiment de vieillissement et de maturité dans les personnages, et un réalisme rarement vu dans d'autres séries animées ». Alana Joli Abbott de Den of Geek lui a donné 4,5 étoiles sur 5 pour être capable d'équilibrer « des moments plus calmes et plus légers avec une action palpitante et une réelle inquiétude que les personnages préférés ne s'en sortent pas vivants » et que la série pouvait être appréciée par des enfants de tout âge. Jeff Ames, de ComingSoon.net, lui a attribué un « 9/10 » pour le développement des personnages et que même si la formule est la même pour les séquences d'action, selon lui « les créateurs connaissent si bien ces personnages et ont une prise si ferme sur les attentes du public, qu'ils parviennent à déjouer leurs pièges épisodiques et à livrer un produit final qui satisfasse, fait vibrer et, surtout, vous donne envie de plus ». Par contre, Renaldo Matadeen de Comic Book Resources a donné une critique négative, trouvant que la finale avait "bâclé" le développement du personnage de Ben lors de sa séparation avec Petite Bosse, dictant que c'était selon lui "décevant et détruit la nature héroïque qu'il a développée".
La saison 4, dans sa globalité, a obtenu une réception diversifiée: assez mitigée de la part des critiques spécialisées et très mitigée de la part du public et surtout des habitués de la franchise, notamment concernant la technologie présentée dans cette saison et d'autres points d'intrigue considérés comme trop farfelus ou trop exagérés.
Jeff Ames de ComingSoon.net a donné à la saison une note de 5/10 et a dit qu'elle "n'offre pas tout à fait la poussée narrative (ou l'intrigue) des saisons précédentes, mais il y a beaucoup à apprécier, si vous n'êtes ici que pour découvrir les dinosaures bien modélisés".
Amelia Emberwing d'IGN a donné des notes positives au développement du personnage de Yaz pour démontrer que «même les plus difficiles d'entre nous ont des moments où ils ont besoin d'être aidés». Par contre, elle a décrété que pour une série destinée à un jeune public, la violence contre les dinosaures n'était pas nécessaire et qu'une scène dans un épisode ne servait à rien au récit tout en étant "si inutilement méchante qu'elle méritait de s'arrêter et de s'éloigner un instant". Dans son verdict final, elle a déclaré que la cruauté montrée à l'écran entacherait l'héritage de la série et que la quatrième saison était un "hoquet frustrant dans l'histoire".
Enfin, Brandon Zachary de Comic Book Resources a fait des éloges extrêmement bons à l'égard de la saison, ayant trouvé l'animation et les conceptions des dinosaures, des robots et des environnements "impressionnantes" et a noté que "la force globale de l'écriture et une distribution vocale toujours impressionnante l'aident à l'élever encore plus loin, ce qui en fait l'une des séries pour tous les âges les plus excitantes sur Netflix".
Au passage, lors de sa première semaine après sa sortie publique, la saison 4 de la série était la septième série la plus regardée sur Netflix après avoir accumulé un total de 16,9 millions d'heures de visionnage et a été regardée pendant un total de 17,42 millions d'heures au cours de sa deuxième semaine, se classant quatrième sur la liste des dix meilleures émissions de télévision de la plateforme,.
Enfin, concernant la saison finale, la saison 5 a obtenu aussi des critiques autant positives que mitigées, autant des critiques spécialisées que des fans ainsi que des adultes que des jeunes personnes, bien que les critiques positives ou mitigées reconnaissent la saison dans l'ensemble être une amélioration par rapport à la saison précédente. Cependant, l'un des points les plus mitigés et mis en avant de la saison par le public et les critiques fut le cas de l'introduction d'éléments LGBT via les personnages de Sammy et Yaz, qui se mettent en couple dans cette saison, avec des retours très diversifiés.
Le site KeenGamer a donné une note de "8.1 géniale" à la saison, faisant l'éloge de l'écriture jugée captivante, du rythme présenté comme particulièrement bon, des moments où chaque personnage est mis sous son meilleur jour, tout en présentant le personnage de Daniel Kondo comme étant un antagoniste principal bien réalisé et exécuté. Il a néanmoins relevé comme éléments négatifs quelques erreurs de continuités, de même comme critique le fait que la dissimulation de la violence à l'écran lors de la mort de plusieurs personnages. Le site a également jugé que la relation ainsi que l'utilisation de Yaz et Sammy dans cette saison en tant que couple était agréable à voir et bien écrit (de même d'avoir relayé que beaucoup de fans et personnes du public avaient jugés leur cas d'être le couple romantique le plus naturel possible avec les six campeurs). Mais a cependant mis en avant, comme problème mineur, que le fait que plusieurs des protagonistes se mettaient avec le temps en couple officiel (en ajoutant le cas de Kenji et Brooklynn) nuisait le lien incroyablement fort et à l'amitié très convaincante entre les personnages, l'un des éléments centraux du show, car n'étant plus amis dans ce cas puisque en couple. Et que cela faisait que "le public finit par les voir par paires ou en tant qu'individus plutôt que comme un groupe de six amis avec un lien incroyablement fort". Cependant, le site a ensuite mis en avant que cela n'aurait été "pas naturel pour un groupe d'adolescents bloqués sur une île pendant des mois de ne pas développer des enchevêtrements romantiques".
Plusieurs parents de l'organisation Common Sense Media ont donné des critiques ouvertement mitigées ou négatives sur cette dernière saison, tout en se focalisant cependant grandement sur le cas de la représentation LGBT de la série par Yaz et Sammy. Ils ont notamment exprimé leur déception face à l'incorporation d'une relation lesbienne entre ces deux personnages, estimant que l'émission avait, par ce simple élément, trop régressé en tant que simple drame pour adolescents. Même les critiques qui étaient, à contrario, positives sur cela, ont exprimées leur critique envers le changement de ton et d'orientation de la série. Malgré cela, la série dans sa globalité reste à ce jour notée 4 étoiles sur 5 sur le site officiel de l'organisation, et listée parmi leur sélection dans la catégorie "famille" .

#### Critiques négatives
Le journaliste Ben Travis d'Empire a attribué à la série une note de deux étoiles sur cinq, critiquant selon lui les « personnages profondément antipathiques » et l'écriture forcée. Travis, qui a cependant été impressionné par les animations et le design des dinosaures, a appelé les personnages de l'émission qui, toujours selon lui, étaient «dessinés dans de minces stéréotypes et un dialogue forcé ». Il a conclu que la série « limite de manière décevante son propre attrait pour les jeunes téléspectateurs uniquement ».
Beth Elderkin de io9 a trouvé la série excessivement  violente, soulignant que « pas un épisode ne se passe sans qu'au moins un enfant ne soit mis en danger prévisible, et cela inclut avant que le parc aille en enfer ». Cependant, elle a noté la cohérence tout au long de la série, déclarant que « il est rare de trouver une émission pour enfants modernes qui fait confiance à son public pour gérer des sujets intenses. En ce sens, c'est quelque chose à adhérer - même si c'est parfois dérangeant ».
L'équipe de Decider, rien qu'en ayant regardé le premier épisode, a quant à elle recommandé avec hésitation aux téléspectateurs de diffuser la série.

## Autour de la série
- Si vous ne connaissez pas le sujet, laissez ce bandeau (vous pouvez alors contacter les auteurs).
- Si vous supprimez le contenu mis en cause (vous pouvez préalablement contacter les auteurs),

argumentez précisément cette suppression dans la page de discussion
(un manque de référence n'est pas un argument ; une recherche réelle de référence doit avoir été effectuée, être formellement documentée).